# Pfeiffer Georgi
Pfeiffer Georgi (Berkeley, 27 de septiembre de 2000) es una deportista británica que compite en ciclismo en las modalidades de pista y ruta.
Ganó una medalla de plata en el Campeonato Europeo de Ciclismo en Pista de 2022, en la prueba de eliminación. En carretera obtuvo una medalla de plata en el Campeonato Mundial de Ciclismo en Ruta de 2022, en la prueba de ruta sub-23.

## Medallero internacional
| Campeonato Europeo | Campeonato Europeo | Campeonato Europeo | Campeonato Europeo |
| Año                | Lugar              | Medalla            | Competición        |
| ------------------ | ------------------ | ------------------ | ------------------ |
| 2022               | Múnich ( Alemania) | Medalla de plata   | Eliminación        |

| Campeonato Mundial | Campeonato Mundial      | Campeonato Mundial | Campeonato Mundial |
| Año                | Lugar                   | Medalla            | Competición        |
| ------------------ | ----------------------- | ------------------ | ------------------ |
| 2022               | Wollongong ( Australia) | Medalla de plata   | Ruta sub-23        |

## Palmarés
2021
- Gran Premio de Fourmies
- Campeonato del Reino Unido en Ruta

2022
- 2.ª en el Campeonato del Reino Unido en Ruta
- 2.ª en el Campeonato Mundial en Ruta sub-23

2023
- Clásica Brujas-La Panne
- Dwars door de Westhoek
- Campeonato del Reino Unido en Ruta
- Binche Chimay Binche pour Dames

2024
- Campeonato del Reino Unido en Ruta

2025
- 3.ª en el Campeonato del Reino Unido Contrarreloj
- 2.ª en el Campeonato del Reino Unido en Ruta